# Clarks Hill (Indiana)
Clarks Hill è un comune degli Stati Uniti d'America, situato nello Stato dell'Indiana, nella contea di Tippecanoe.